# Gülbin Tosun
Gülbin Tosun (Istanbul, 10 de novembre de 1977), és una periodista i presentadora de notícies turca. Gülbin Tosun va completar la seva formació universitària a la Universitat d'Istanbul, Departament de Periodisme i el seu màster a la School of Business de Londres. Gülbin Tosun, que va començar la seva carrera als divuit anys l'any 1995, va preparar i presentar programes de notícies i economia a Kanal E, BUGÜN TV, SHOW TV, KANAL D i SKY Türk.
El 2009, després que Özge Uzun, la presentadora de notícies de FOX TV, va renunciar al canal, va ser transferida a FOX TV. Des de setembre de 2009, Gülbin Tosun està preparant i presentant les notícies del cap de setmana de FOX TV. Gülbin Tosun també és un dels amics més propers de Nazlı Tolga, el presentador de notícies de la tarda de FOX TV abans de Fatih Portakal. Gülbin Tosun també és la germana gran del reporter de notícies de FOX TV Ali Onur Tosun.

## Programes de televisió presentats
- Gülbin Tosun ile Show Gece Haber (Show TV- 1999/2001),
- Gülbin Tosun ile Sabah Haberleri (Skyturk-2004/2008),
- Gülbin Tosun ile Bugün TV Ana Haber (Bugün TV - 2008/2010)
- Gülbin Tosun ile FOX Ana Haber Haftasonu (FOX TV - Des del 2009)